# Cimetière du Calvaire (Queens)
Pour les articles homonymes, voir Cimetière du Calvaire (homonymie).
Le cimetière du Calvaire (en anglais le Calvary Cemetery) est un cimetière new-yorkais créé en 1848 dans le quartier de Woodside, dans le Queens.
Il est géré par l'archidiocèse de New York. Plus de trois millions de personnes y sont enterrées.

## Personnalités inhumées
- Al Smith, homme politique, candidat à l'élection présidentielle de 1928
- Annie Moore, première immigrante arrivée aux Etats-Unis par Ellis Island.
- Joseph Lanza, mafieux, membre de la famille Genovese.
- Tommy Lucchese
- Joe Masseria
- Dominic Napolitano
- Nancy Carroll, actrice américaine.
- Texas Guinan
- Robert Harron, acteur américain.
- James Hayden, acteur américain.
- Joe Spinell, acteur américain.
- Tony Bennett, chanteur américain.

### Personnalités militaires
- Edward Brown, Jr. (1841–1911), récipiendaire de la médaille d'honneur de la guerre de Sécession
- Thomas Burke (1842–1902), récipiendaire de la médaille d'honneur de la guerre de Sécession
- Richard Byrnes (1833–1864), officier de la guerre de Sécession et commandant de la brigade irlandaise – 1st, Section 3, range 23, plot W, grave 5/8
- Dennis Conlan (1838–1870), récipiendaire de la médaille d'honneur de la guerre de Sécession
- William C. Connor (1832–1912), récipiendaire de la médaille d'honneur de la guerre de Sécession
- Michael Corcoran (1827–1863), officier de la guerre de Sécession et  commandant du 69th New York Irish Volunteers – 1st, Section 4, range 5, plot 0, grave 13/16
- Thomas E. Corcoran (1838–1904), récipiendaire de la médaille d'honneur de la guerre de Sécession
- William J. Creelman (1874–1928), récipiendaire de la médaille d'honneur en temps de paix
- Cornelius Cronin (1838–1912), récipiendaire de la médaille d'honneur de la guerre de Sécession
- Michael Doheny (1805-1863), avocat irlandais, leader rebelles des Young Irelander, organisateur fenian et écrivain - 1st.
- John Donnelly (1839–1895), récipiendaire de la médaille d'honneur de la guerre de Sécession
- Patrick H. Doody (1840–1924), récipiendaire de la médaille d'honneur de la guerre de Sécession
- George W. Ford (1844–1883), récipiendaire de la médaille d'honneur de la guerre de Sécession
- Patrick Ginley (1822–1917), récipiendaire de la médaille d'honneur de la guerre de Sécession
- Francis J. Herron (1837–1902), général de la guerre de Sécession et récipiendaire de la médaille d'honneur de la guerre de Sécession – 1st, Section 10, plot 208, grave 1/16
- Patrick Kelly (d. 1864), officier de la guerre de Sécession et commandant de la brigade irlandaise – 1st, Section 4, range 5, plot H, grave 14/16
- Samuel W. Kinnaird (1843–1923), récipiendaire de la médaille d'honneur de la guerre de Sécession
- Franz Kramer (1865–1924), récipiendaire de la médaille d'honneur de la guerre de hispano-américaine
- William McNamara (1835–1912), récipiendaire de la médaille d'honneur des guerres indiennes
- James H. Morgan (1840–1877), récipiendaire de la médaille d'honneur de la guerre de Sécession
- Charles J. Murphy (1832–1921), récipiendaire de la médaille d'honneur de la guerre de Sécession
- John McLeod Murphy (1827–1871), officier de la marine et de l'armée de la guerre de Sécession et sénateur de l'État
- Thomas P. Noonan, Jr. (1943–1969) récipiendaire de la médaille d'honneur de la guerre du Vietnam
- John Francis O'Sullivan (1850–1907), récipiendaire de la médaille d'honneur des guerres indiennes
- James Quinlan (1833–1906), récipiendaire de la médaille d'honneur de la guerre de Sécession
- Eliakim P. Scammon (1816–1894), brigadier general de la guerre de Sécession – 1st, Section 7, unmarked
- Robert Augustus Sweeney (1853–1890), récipiendaire de la médaille d'honneur à deux reprises
- Henry A. Thompson (1841–1889), récipiendaire de la médaille d'honneur de la guerre de Sécession
- Hermann Ziegner (1864–1898), récipiendaire de la médaille d'honneur des guerres indiennes

## Dans la culture populaire
- Une scène du film Le Parrain (1972) de Francis Ford Coppola y a été tournée.
- La première scène du film Sexe Intentions (1999) de Roger Kumble montre une vue aérienne du cimetière[3].